# رشيد الصلح
رشيد الصلح (1926م - 27 يونيو 2014م)، سياسي لبناني عُيّن رئيسا للوزراء مرتين. شهدت الفترة الأولى لرئاسته الوزراء والتي كان أيضا يشغل فيها منصب وزير الداخلية بداية الحرب الأهلية اللبنانية في أبريل 1975. وكانت الفترة الثانية بعام 1992 والتي تم فيها تنظيم أول انتخابات نيابية بعد اتفاق الطائف. انتُخب أيضا ثلاثة مرات كنائب بسنوات 1964، 1972، 1992. طالب في عدة مناسبات تطهير صبغة 1943 من الدستور اللبنانى و أن يتم إلغاء الطائفية السياسية في لبنان، حيث أنه كان من أوائل من نادوا بأن يكون رئيس الوزراء هو رئيس السلطة التنفيذية.